# غيميك!
غيميك! (بالإنجليزية: Gimmick!) (باليابانية: ギミック!)، هي لعبة فيديو يابانية من تطوير ونشر سن سوفت، تم إصدار اللعبة في الأسواق اليابانية سنة 1992، ثم في الأسواق السويدية بعدها بعام، وفي سنة 2023، أعيد إصدار اللعبة على منصات بلاي ستيشن 4 وإكس بوكس ون ونينتندو سويتش ومايكروسوفت ويندوز.